# Ван Шэн
Ван Шэн (кит. упр. 王圣; 1 августа 1981, Циндао, Шаньдун, КНР) — китайский футболист, защитник.

## Клубная карьера
Ван Шэн начал футбольную карьеру в 1999 году в клубе высшего дивизиона «Далянь Шидэ», за молодежную команду которого выступал ранее. В сезоне 1999 года вышел в восьми матчах, в сезоне 2000 года принял участие в 12 играх и стал регулярно выходить в основном составе. За период выступлений за «Далянь» провёл в клубе девять сезонов, вместе с командой четыре раза становился чемпионом Китая и дважды выигрывал Кубок КФА. В сезоне 2008 года перешёл в команду «Ухань Гуангу», однако переход оказался неудачным, весь сезон «Ухань» боролся за выживание, а в итоге был наказан федерацией с потерей места в дивизионе (после массовой драки 27 сентября 2008 года с футболистами «Бэйцзин Гоань» менеджмент команды отказался понести наказание). В поисках игровой практики Ван перешёл в бывший клуб «Далянь Шидэ» на правах аренды, где и провёл весь сезон 2009 года. В сезоне 2010 года вернулся в Ухань, где была реформирована команда, которая стала называться «Хубэй Гринери». После окончания срока контракта в сезоне 2011 года выступал за команду второй лиги «Фушунь Синье». В 2012 году выступал за футбольный клуб первой лиги «Чунцин». 

## Международная карьера
Несмотря на то, что Ван представлял одну из сильнейших команд Суперлиги Китая, вызов в сборную последовал только 7 февраля 2007 года, когда сборная Китая в товарищеском матче встречалась со сборной Казахстана и выиграла со счётом 2—1. В итоге это стало единственным выступлением за сборную Китая.

## Достижения

### Клубные
Далянь Шидэ
- Китайская Лига Цзя-А/ Суперлига (4): 2000, 2001, 2002, 2005
- Кубок КФА (2) : 2001, 2005